# Форміджине
Форміджине (італ. Formigine) — муніципалітет в Італії, у регіоні Емілія-Романья,  провінція Модена.
Форміджине розташоване на відстані близько 330 км на північний захід від Рима, 45 км на захід від Болоньї, 10 км на південний захід від Модени.
Населення — 34 272 особи (2014).
Щорічний фестиваль відбувається 24 серпня. Покровитель — святий Варфоломій.

## Демографія
Населення за роками:

Станом на 1 січня 2023 року в муніципалітеті офіційно проживали 2193 іноземці з 91 країни, серед них 552 громадяни країн Євросоюзу та 122 громадяни України.

## Уродженці
- Крістіан Дзаккардо (*1981) — відомий італійський футболіст, захисник.

## Сусідні муніципалітети
- Казальгранде
- Кастельнуово-Рангоне
- Кастельветро-ді-Модена
- Фйорано-Моденезе
- Маранелло
- Модена
- Сассуоло